# The Blue Note (club de jazz)
Cet article possède un paronyme, voir Blue Note.
The Blue Note est un réseau commercial de clubs de jazz, dont le plus connu est situé à New York.

## Histoire
Le premier club de jazz The Blue Note a ouvert à Greenwich Village en 1981, à l'initiative de son propriétaire et fondateur Danny Bensusan. À cette époque, le célèbre label Blue Note Records est en plein déclin, et sa dissolution est effective en 1981. Le club new-yorkais démarre alors son activité avec un nom qui lui assurera une notoriété internationale.
Il n'existe aucun lien entre les clubs de jazz The Blue Note et le label Blue Note Records ; en outre The Blue Note s'est associé avec Half Note Records (en) pour certains enregistrements Live et leur diffusion.
Dès le début, des vedettes du jazz viennent jouer régulièrement, parmi lesquelles Dizzy Gillespie (qui devint rapidement un habitué), Modern Jazz Quartet, Wynton Marsalis, Wayne Shorter, Bobby McFerrin, Chick Corea, qui ont contribué à la renommée du club.
La première implantation en contrat de franchise se fait en 1988 à Tokyo. Viennent ensuite les ouvertures des Blue Note d'Osaka (1990), de Las Vegas (2000) et de Nagoya (2002), puis celle de Milan en Italie (2003). Le club ouvert en mars 2005 à Fukuoka au Japon ferme ses portes six mois plus tard.
Le Blue Note de Las Vegas, après n'avoir jamais connu le succès escompté, ferme ses portes le 15 janvier 2003. Au cours de l'été 2007, le Blue Note d'Osaka change d'enseigne à la suite d'un accord de partenariat entre son gestionnaire la société japonaise Hanshin Contents Link (HCL) et la Nielsen Company, et devient une salle de concert de la marque Billboard Live.
La marque The Blue Note ouvre deux nouvelles enseignes, en 2015 à Waikiki et en 2016 à Pékin.

## Activités

### Clubs de jazz
Les concerts de jazz au Blue Note attirent un public qui trouve également sur place une formule de restauration internationale, un bar, une boutique d'objets et de gadgets à l'effigie de la marque, et divers albums de jazz.
Entre les concerts d'artistes phares comme Chick Corea, McCoy Tyner, Joe Lovano, John Scofield, Chris Botti, Herbie Hancock, Charles Lloyd, Robert GlasperThe Blue Note organise The Monday Night Series (les concerts du lundi) et The Late Night Groove Series (les soirées Groove) qui permettent sûrement de diffuser des artistes locaux moins connus, mais qui donnent aux clubs le moyen de diversifier et d’élargir leur clientèle avec la place faite à la soul, au hip-hop, au R&B et au funk.

### Franchise de marque
En 2016, The Blue Note, Blue Note Records et Entertainment Cruise Productions, signent un accord de partenariat de cinq ans pour la réalisation de croisières à thème sous la marque Blue Note at Sea, au départ de Fort Lauderdale, en remplacement de la marque Contemporary Jazz Cruise. Les artistes invités sont pour la plupart ceux qui se produisent dans les clubs The Blue Note.
La même année, une licence The Blue Note est accordée pendant quatre mois au bar du Only You Hotel Atocha à Madrid.

## Les clubs «The Blue Note»
- États-Unis Blue Note Jazz Club (1981), 131 W. 3 rd Street, à Greenwich Village, New York.
- Japon Blue Note Tokyo (1988), 6-3-16, Raika Building, Minamiaoyama, Minato-ku, Tokyo.
- Japon Blue Note Nagoya (2002), Mana House, Nagoya.

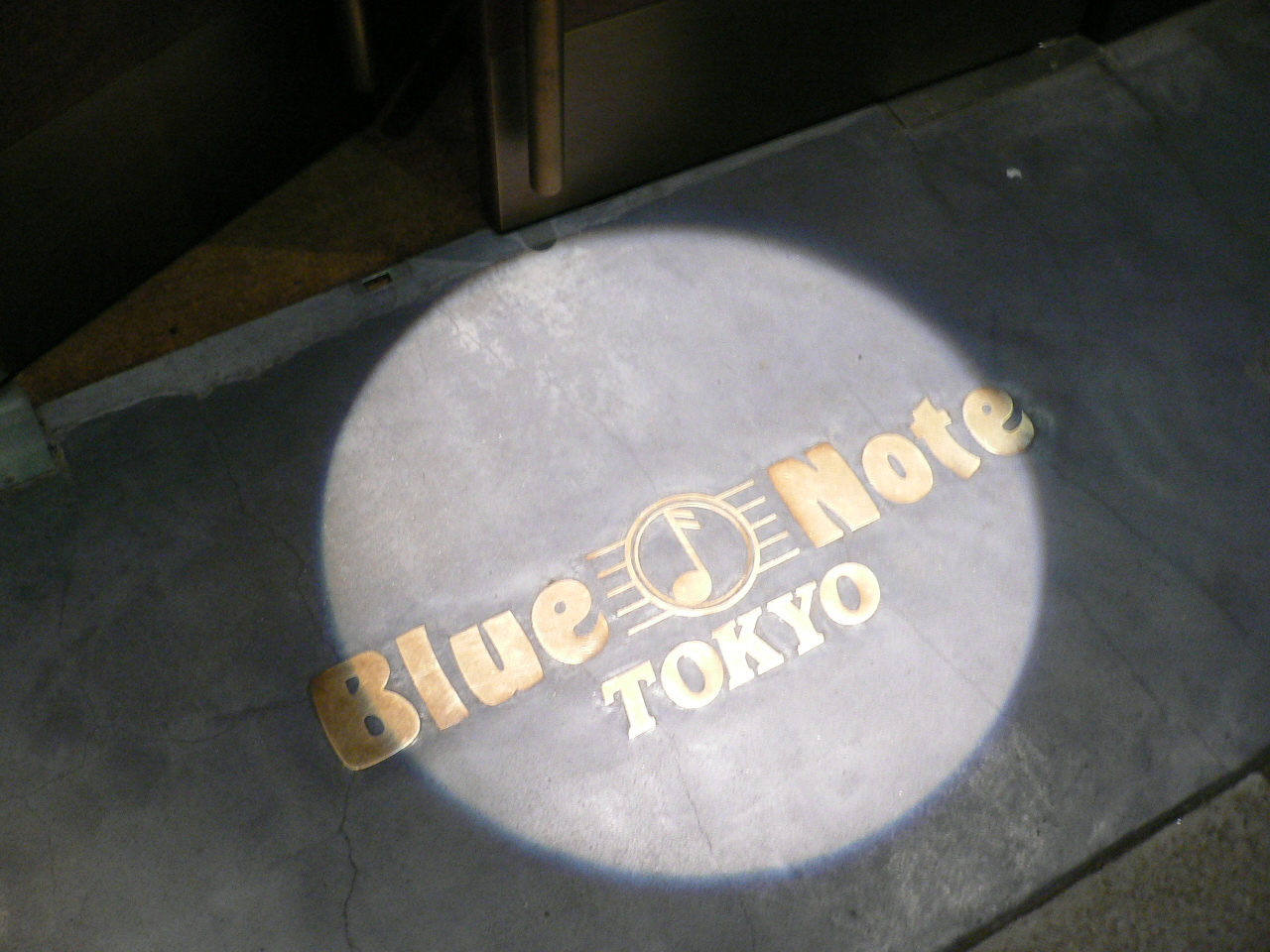
Blue Note Tokyo

- Italie Blue Note Milano Jazz Club & Restaurant (2003), via Pietro Borseri 37, Milan.
- Hawaï Blue Note Hawaii (2015), Outrigger Waikiki Beach Resort, 2335 Kalakaua Avenue Outrigger, Waikiki.
- Chine Blue Note Beijing (2016), 23 Qianmen East Street, Pékin.
- États-Unis Blue Note Napa (2016), Napa Valley Opera House, 1030 Main Street, Napa[8].

Clubs fermés :
- Japon Blue Note Osaka (1990-2007), Herbis Ent, Nishi-Umeda.
- États-Unis Blue Note Las Vegas (2000-2003), Desert Passage, Hôtel-casino l'Aladdin, Las Vegas.
- Japon Fukuoka Blue Note Music Club (2005-2007), 2-7-6 Tenjin, DADA Building, Fukuoka.

Homonymie :
- The Blue Note (en) à Columbia (Missouri) est une salle de concerts ouverte en 1980, sans aucun lien avec la franchise The Blue Note : un procès à propos du nom commercial a opposé en 1997 les deux propriétaires (Bensusan Restaurant Corporation contre Richard B. King (en)).

## Discographie: Live at The Blue Note
- 1990 : Oscar Peterson, Saturday Night at The Blue Note (Telarc)
- 1991 : Andy Hamilton, Silvershine, Live at The Blue Note (World Circuit Records)
- 1991 : Pierre Michelot, Round about midnight at The Blue Note
- 1991 : Lionel Hampton, Live at The Blue Note (Telarc)
- 1992 : Lionel Hampton, Just Jazz: Live at The Blue Note (Telarc)
- 1992 : Franco Ambrosetti, Live at The Blue Note
- 1992 : Dizzy Gillespie,  To Bird with Love (Telarc)
- 1992 : Dizzy Gillespie,  To Diz with Love (Telarc)
- 1992 : George Shearing, ‘Walkin’: Live at The Blue Note (Telarc)
- 1992 : Oscar Peterson, Last Call at The Blue Note (Telarc)
- 1992 : Kenny Drew, Plays Standards Live at The Blue Note Osaka (Alfa Jazz)
- 1992 : Art Farmer, Soul Eyes, Live at The Blue Note Fukuoka, Enja Records
- 1993 : Jon Hendricks, Boppin’ at The Blue Note (Telarc)
- 1994 : Dave Brubeck, Late Night Brubeck, Live from The Blue Note (Telarc)
- 1995 : Keith Jarrett, At The Blue Note, the Complete Recordings (ECM)
- 1995 : James Moody, Moody’s Party, Live at The Blue Note (Telarc)

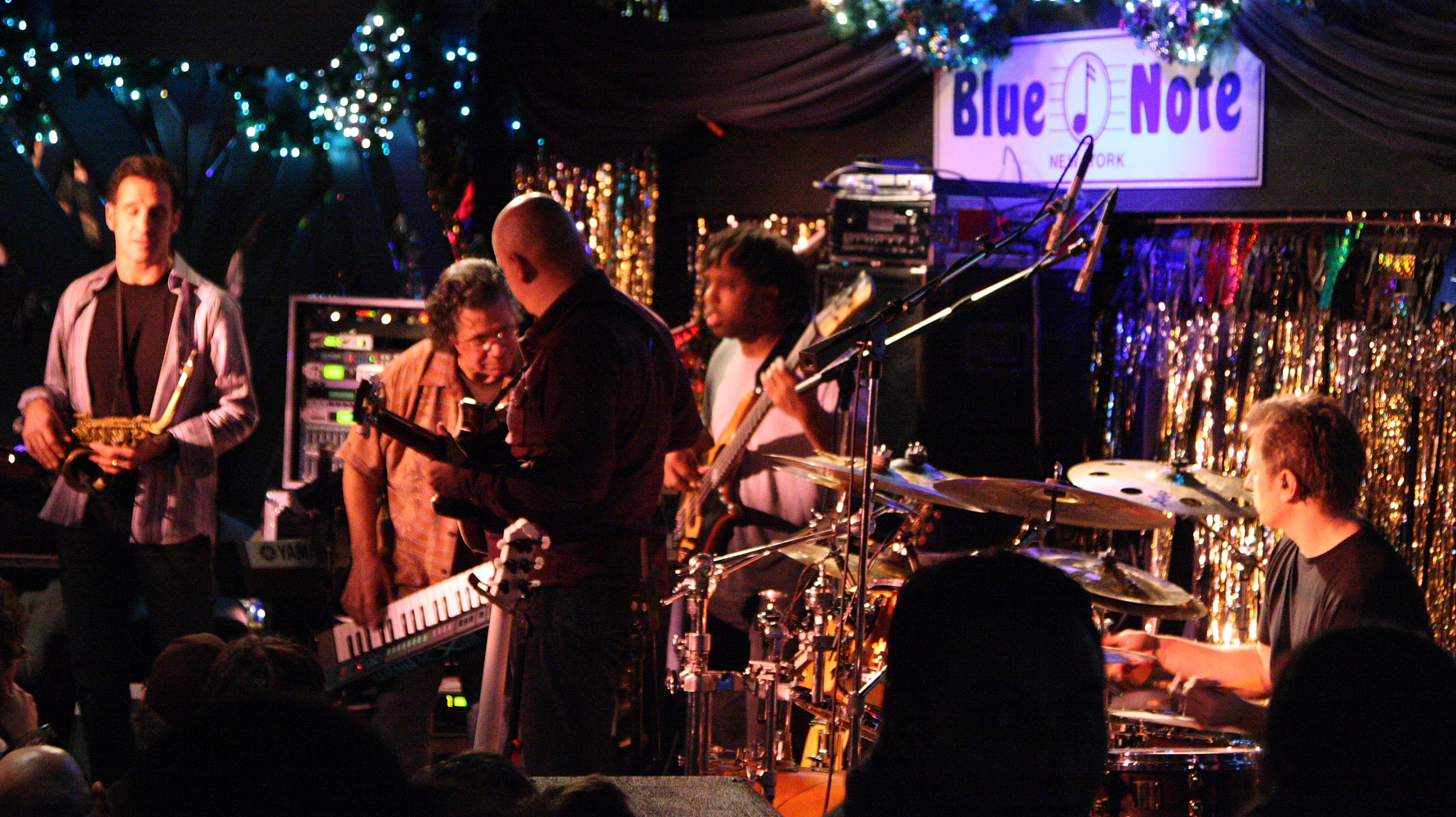
Chick Corea Band, Blue Note New York

- 1995 : Al Grey, Centerpiece, Live at The Blue Note (Telarc)
- 1996 : Stéphane Grappelli, Live at The Blue Note (Telarc)
- 1996 : Terumasa Hino, Moment: Alive at The Blue Note Tokyo (EMI)
- 1997 : Chick Corea, Origin, Live at The Blue Note (Stretch Records)
- 1997 : Dizzy Gillespie, Bird Songs (The Final Recordings) (Telarc)
- 1997: Michel Petrucciani, Trio in Tokyo (Dreyfus)
- 1998 : Chick Corea, A Week at The Blue Note
- 1998 : George Shearing, I Hear a Rapsody: Live at The Blue Note (Telarc)
- 1999 : Chico Freeman, Live at The Blue Note (avec Dianne Reeves)
- 1999 : Oscar Peterson, The Very Tall Band: Live at The Blue Note (Telarc)
- 1999 : Mac Gollehon (en), Live at The Blue Note (Half Note Records)
- 2000 : Oscar Peterson, Encore at The Blue Note (Telarc)
- 2000 : Jon Regen, Live at The Blue Note (Half Note Records (en))
- 2000 : Bill Watrous, Live at The Blue Note (Half Note Records)
- 2000 : Jaz Sawyer / Irvin Mayfield, 20/20: Live at The Blue Note (Half Note Records)
- 2002 : Tito Rodriguez, Jr, The Big 3 Palladium Orchestra: Live at the Blue Note (DiscMedi)
- 2002 : Tânia Maria, Live at The Blue Note (Concord Records)
- 2003 : Lalo Schifrin, Ins and Outs And Lalo, Live at The Blue Note (Rykodisc)
- 2003 : Kenny Werner, Democracy: Live at The Blue Note (Half Note Records)
- 2003 : Ben E. King, Person to Person : Live at The Blue Note (Half Note Records)
- 2003 : Michel Camilo, Live at The Blue Note
- 2004 : Oscar Peterson, Best of Live at The Blue Note (Telarc)
- 2004 : Lettuce, Live at Blue Note Tokyo (BMG-8234)
- 2004 : Elvin Jones, The Truth Heard, Live at The Blue Note (Half Note Records)
- 2004 : Jeff "Tain" Watts, DeTAINed at The Blue Note
- 2004 : Kenny Werner, Peace, Live at The Blue Note 2003 (Half Note Records)
- 2004 : Cal Bennett, Live at The Blue Note Las Vegas 2001 (Cal Bennett Music)
- 2005 : James Carter, Out of Nowhere, Live at The Blue Note (Rykodisc)
- 2005 : Arturo Sandoval, Live at The Blue Note (Rykodisc)
- 2006 : Gal Costa, Live at The Blue Note (Some Livre)
- 2006 : Mingus Big Band, Live at The Blue Note Tokyo (Emarcy)
- 2006 : Jose Feliciano, Live at The Blue Note (Telarc)
- 2006 : Odean Pope, Locked & Loaded: Live at The Blue Note (Half Note Records)
- 2006 : Gil Goldstein (en), Under Rousseau’s Moon (Live at The Blue Note) (Rykodisc)
- 2006 : Eldar, Live at The Blue Note (Sony Classical)
- 2006 : Grady Tate, From the Heart: Songs Sung Live at The Blue Note (Half Note Records)
- 2006 : Kenny Werner, Democracy: Live At The Blue Note (Half Note Records)
- 2007 : Avishai Cohen, As is… Live at The Blue Note
- 2007 : Dizzy Gillespie, Bird Songs, The Final Recordings (Telarc)
- 2007 : Kenny Werner, Lawn Chair Society: Live at The Blue Note (Blue Note Records)
- 2008 : Hiromi Uehara et Chick Corea, Duet: Chick & Hiromi, Live at The Tokyo Blue Note (Telarc)
- 2008 : Francisco Mela, Cirio (Live At The Blue Note) (Half Note Records)
- 2009 : Charles Tolliver, Emperor March: Live at The Blue Note (Half Note Records)
- 2010 : Giovanni Mirabassi Trio, Live at Blue Note Tokyo (Discograph)
- 2011 : Kenny Werner, Balloons, Live at The Blue Note (Half Note Records)
- 2015 : Charlie Haden, Gonzalo Rubalcaba, Tokyo Adagio (Impulse)
- 2016 : Christian Gálvez, The Chilean Project, Live at The Blue Note, Pez Records